# Metropolia di Iconio

Mappa delle sedi metropolitane del patriarcato di Costantinopoli in Anatolia attorno al 1880.

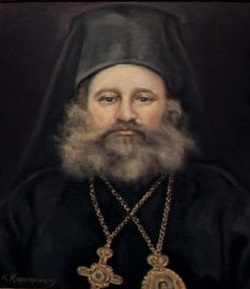
Icona di Procopio Lazarides, ultimo metropolita residente di Iconio, venerato come santo e ieromartire dal patriarcato di Costantinopoli.

La metropolia di Iconio (in greco: Ιερά Μητρόπολις Ικονίου; Iera Mitropolis Ikoniou) è una sede soppressa del patriarcato di Costantinopoli.

## Storia
Iconio, corrispondente alla città di Konya nell'odierna Turchia, è l'antica sede metropolitana della provincia romana della Licaonia nella diocesi civile di Asia e nel patriarcato di Costantinopoli.
Iconio ricevette ben presto la fede cristiana. Fu oggetto dell'evangelizzazione di san Paolo durante il suo primo viaggio missionario (Atti 14,1-7), dove incontrò la resistenza dei pagani e degli Ebrei, come l'Apostolo ricorderà più tardi (2 Timoteo 3,11). Secondo la tradizione, il Cefa nominato nella prima lettera ai Corinzi ne sarebbe stato vescovo. Il martirologio romano ricorda diversi santi che subirono il martirio a Iconio: la più conosciuta è santa Tecla, discepola di san Paolo, ma anche i santi Apollonio, Marciano, Trifenna e Trifosa. Tra i martiri, sono ricordati anche i primi due vescovi attribuiti dalla tradizione alla sede di Iconio, san Terenzio e san Coronato. Tra i vescovi di Iconio, il più conosciuto è sant'Anfilochio, scrittore ecclesiastico e teologo, amico di Basilio Magno e di Gregorio Nazianzeno, ricordato nell'odierno Martirologio Romano alla data del 23 novembre.
Secondo le parole dello storico Eusebio di Cesarea, Iconio era una delle Chiese più popolose. Attorno al 232/235 fu sede di un concilio regionale, di cui parla Firmiliano di Cesarea in una lettera a Cipriano di Cartagine, e menzionato in una lettera di Dionigi di Alessandria. Firmiliano fu presente a questo concilio, cui presero parte vescovi della Galazia, della Cilicia e di altre province vicine, e che decise di invalidare il battesimo amministrato da eretici.
Inizialmente Iconio era suffraganea dell'arcidiocesi di Antiochia di Pisidia, e come tale risulta dalle liste dei vescovi che presero parte al concilio di Nicea del 325, nelle quali il vescovo Eulalio è elencato assieme ai vescovi della Pisidia. Poco dopo, attorno al 370/372, fu elevata al rango di sede metropolitana della nuova provincia della Licaonia. In questo periodo la sede di Iconio era occupata da sant'Anfilochio, che organizzò la diocesi e la provincia ecclesiastica, e celebrò un sinodo nel 377 o 378 per combattere l'eresia messaliana.
La sede è documentata in tutte le Notitiae Episcopatuum tra le metropolie del patriarcato, occupando una posizione che varia tra il 21º e il 34º posto nell'ordine gerarchico delle metropolie. Nella Notitia attribuita all'imperatore Leone VI (inizio X secolo), sono attribuite a Iconio 15 diocesi suffraganee: Listra, Vasada, Amblada, Omona, Psibela, Sauatra, Cana, Eudociade, Pirgo, Laranda, Ilistra, Posala, Tibassada, Barata e Perta.
Dopo che la città cadde definitivamente in mano ai Selgiuchidi attorno al 1084, che ne fecero la loro capitale, il numero delle suffraganee di Iconio diminuì drasticamente, fino a scomparire del tutto nel XIII secolo. Da questo momento la sede di Iconio cadde in uno stato di estrema povertà e degrado, a tal punto che i metropoliti preferirono risiedere a Costantinopoli. Tra la fine del XIII secolo e la fine del XIV secolo la sede visse un lungo periodo di sede vacante; un rapporto sinodale di gennaio 1327, costatando che da tempo la sede era senza pastore a causa delle guerre e delle difficoltà che vivevano i cristiani della regione, affidò l'amministrazione della metropolia ai vescovi di Cesarea di Cappadocia. La stessa disposizione si riscontra in un'altra decisione sinodale del 1365.
Agli inizi del XV secolo la città fu conquistata dagli ottomani. Tra XVI e XVII secolo, diverse decisioni sinodali minarono l'esistenza della stessa metropolia. Dapprima le fu unita quella di Tiana, unione attestata per la prima volta con il metropolita Niceforo nel 1610; nel 1655 fu soppressa ed unita alla metropolia di Pisidia; nel 1661 fu restaurata e quattro anni toccò alla metropolia di Pisidia ad essere soppressa ed unita a Iconio, unione che durò ben poco, o forse non ebbe mai effetto, perché nello stesso periodo sono documentati metropoliti di Pisidia.
Dal XIX secolo i metropoliti di Iconio ebbero il titolo di "ipertimo e esarca di tutta la Licaonia".
Dopo il 1721 i metropoliti trasferirono la sede della metropolia a Niğde, 250 km a est di Iconio, dove maggiore era la presenza di fedeli greco-ortodossi. Alla fine dell'Ottocento a Iconio sono documentati solo 1.500 greci, e circa 2.000 nel 1923. Le statistiche dell'impero ottomano del 1914 censiscono invece nel solo sangiaccato di Niğde quasi 60.000 greci, con interi villaggi abitati da greci, di cui più di 25.000 nella sola città di Niğde. Altre statistiche, censiscono nel 1906 una popolazione di poco superiore ai 53.000 fedeli nell'intero territorio della metropolia, che comprendeva all'incirca la parte centro-orientale del vilayet di Konya.
A seguito del trattato di Losanna, per porre fine alla guerra greco-turca, nel 1923 fu attuato uno scambio di popolazioni tra Grecia e Turchia che portò alla totale estinzione della presenza cristiana ortodossa nel territorio della metropolia di Iconio.
L'ultimo metropolita di Iconio fu Prokópios Lazarídis il quale, nel gennaio del 1923, fu costretto dalle autorità turche a presiedere un concilio che sanciva la nascita della Chiesa ortodossa turca, istituzione tuttora esistente, mai riconosciuta dal patriarcato di Costantinopoli; Lazarídis fu poi imprigionato a Kayseri e qui trovò la morte il 12 marzo o il 20 aprile 1923.
Con la fine della presenza cristiana ortodossa a Iconio e nel suo territorio (1923), il patriarcato ecumenico di Costantinopoli ha iniziato ad attribuire il titolo di Iconio a metropoliti non residenti. Dal 10 settembre 2000 il titolare è Teolepto Fenerlis, protosincello della curia patriarcale.

## Cronotassi

### Periodo romano e bizantino
- San Terenzio †
- San Caronato †
- Celso † (menzionato nel 231 circa)
- Nicomas † (menzionato nel 264)
- Pietro † (menzionato nel 314)
- Eulalio † (menzionato nel 325)[14]
- Faustino † (? - circa 372/373 deceduto)[15]
- Giovanni I ? †[16]
- Sant'Anfilochio † (circa 373/374 eletto - dopo il 394 deceduto)[17]
- Valeriano † (prima del 431 - dopo il 433)[18]
- Onesiforo † (prima del 449 - dopo il 451)[19]
- Palladio † (menzionato nel 458)[20]
- Teodolo † (menzionato nel 536)[21]
- Pastore † (menzionato nel 553)[22]
- Teodoro I † (seconda metà del VI secolo)[23]
- Paolo † (menzionato nel 680)[24]
- Elia † (menzionato nel 692)[25]
- Leone † (prima del 786 - dopo il 787)[26]
- Costantino † (prima metà del IX secolo)
- Teofilatto † (prima dell'869 - dopo l'870)[27]
- Teofilo † (menzionato nell'879)[28]
- Longino † (circa IX/X secolo)[29]
- Anonimo † (menzionato nel 916 o 921)[30]
- Focas † (seconda metà del X secolo)[31]
- Basilio † (menzionato nel 997)[32]
- Giovanni II † (prima del 1027 - dopo il 1032)
- Anonimo (Isaia?) † (menzionato nel 1078)
- Isaia † (menzionato nel 1082)[33]

### Periodo ottomano e turco
- Eustazio † (menzionato nel 1094)[33]
- Giovanni III † (menzionato nel 1159)
- Giovanni IV † (prima del 1166 - dopo il 1173)
- Nicola † (menzionato nel 1192)
- Anonimo † (menzionato nel 1223/1240)
- Anonimo † (menzionato nel 1256)
- Anonimo † (menzionato nel 1274)
- Anonimo † (menzionato nel 1283/1289)
- Giovanni V † (menzionato nel 1294)
  - Sede vacante
  - Paolo Tagaris † (menzionato nel 1370) (intruso)
- Anonimo (Marcello?) † (circa novembre 1370 - dopo il 1371)
- Marcello † (prima del 1379 - giugno 1380 deposto)
- Anonimo (Teodosio?) † (prima di novembre 1382 - giugno 1385 sospeso)
- Teodosio † (prima di settembre 1392 - dopo settembre 1393)
- Teodoro II ? † (menzionato nel 1450)
- Anfilochio II † (prima del 1484 - dopo il 1488)
- Caritone † (menzionato nel 1541)
- Niceforo † (menzionato nel 1610)
- Clemente I † (menzionato a luglio 1624)
- Leonzio † (? - prima di ottobre 1625 deposto)
- Atanasio I † (1º ottobre 1625 - ottobre 1630 deceduto)
- Abercio † (ottobre 1630 - ?)
- Partenio I † (circa 1637 - agosto 1638 dimesso)
- Lorenzo † (30 agosto 1638 - ?)
- Partenio I † (? - dicembre 1639 eletto metropolita di Varna) (per la seconda volta)
- Clemente II † (? - settembre 1655 deposto)
  - Sede unita a Antiochia di Pisidia (1655-1663)
- Atanasio II † (menzionato nel 1666)
- Clemente III † (fine del 1666 - 9 settembre 1667 eletto patriarca di Costantinopoli)
- Daniele † (menzionato prima di settembre 1680)
- Nettario Tripodes † (? - 1690 deposto)
- Partenio II † (menzionato nel 1694)
- Pacomio † (menzionato a febbraio 1699)
- Antimo I † (prima di maggio 1699 - dopo il 1712)
- Gioacchino I † (menzionato nel 1720/1721)
- Silvestro † (prima del 1722 - dopo il 1728)
- Gioacchino II † (prima del 1734 - luglio 1749 dimesso)
- Dionisio † (8 luglio 1749 - dopo il 1763)
- Gabriele † (menzionato nel 1767)
- Macario † (menzionato nel 1796)
- Raffaele † (? - settembre 1803 eletto metropolita di Larissa)
- Cirillo Serbetzoglou † (settembre 1803 - dicembre 1810 eletto metropolita di Adrianopoli)[34]
- Neofito I † (dicembre 1810 - ottobre 1825 deceduto)
- Antimo II Vamvakis † (ottobre 1825 - settembre 1835 eletto metropolita di Larissa)[35]
- Samuele † (settembre 1835 - 8 gennaio 1840 dimesso)
- Gioacchino II † (gennaio 1840 - giugno 1846 dimesso)
- Melezio † (giugno 1846 - maggio 1849 deceduto)
- Neofito II † (maggio 1849 - gennaio 1865 deceduto)
- Sofronio Christidis † (11 gennaio 1865 - 1º maggio 1873 eletto metropolita di Didymoteicho)
- Agatangelo † (1º maggio 1873 - 23 luglio 1885 deceduto)
- Doroteo Evelpides † (26 agosto 1885 - 22 luglio 1887 eletto metropolita di Velegrado)
- Ambrogio Kontos † (22 luglio 1887 - 20 marzo 1889 deceduto)
- Atanasio III Heliades † (23 marzo 1889 - 10 giugno 1911 deceduto)
- Procopio Lazarides † (16 giugno 1911 - 12 marzo 1923 deceduto)

### Metropoliti titolari
- Giacomo Stephanidis † (7 luglio 1950 - 16 aprile 1965 deceduto)
- Teolepto Fenerlis, dal 10 settembre 2000